# Жан-Батіст Перлан
Жан-Батіст Перлан (фр. Jean-Baptiste Perlant; нар. 22 лютого 1977) — колишній французький тенісист.
Найвищу одиночну позицію світового рейтингу — 136 місце досяг 16 листопада 1998, парну — 384 місце — 23 липня 2007 року.
Найвищим досягненням на турнірах Великого шолома було 2 коло в одиночному розряді.

## Титули на челленджерах

### Парний розряд: (1)
| Ранг | Рік  | Турнір            | Покриття | Партнер     | Суперники                      | Рахунок          |
| ---- | ---- | ----------------- | -------- | ----------- | ------------------------------ | ---------------- |
| 1.   | 2007 | Сен-Бріє, Франція | Ґрунт    | Ксав'є Пюжо | Жан-Крістоф Форель Жером Енель | 2–6, 6–2, [10–7] |